# Anthony Alozie
Uzodinma Anthony Alozie (ur. 18 sierpnia 1986 w Aba) – australijski lekkoatleta nigeryjskiego pochodzenia, specjalizujący się w biegach sprinterskich, olimpijczyk. Do 21 lutego 2008 roku reprezentował Nigerię.
Półfinalista mistrzostw świata juniorów w Grosseto (2004). W 2006 brał udział w igrzyskach Wspólnoty Narodów, lecz nigeryjska sztafeta 4 × 100 metrów nie ukończyła biegu eliminacyjnego. Po zmianie barw narodowych stał się jednym z głównych filarów australijskiej reprezentacji w biegu rozstawnym, z którą to odpadł w eliminacjach mistrzostw świata w 2009 i 2011. W 2012 startował na igrzyskach olimpijskich w Londynie, na których zajął 7. miejsce w sztafecie 4 × 100 metrów. Medalista mistrzostw Australii oraz reprezentant kraju w meczach międzypaństwowych. Alozie ma na swoim koncie także mistrzostwo Nigerii juniorów.
W marcu 2014 został zdyskwalifikowany na 20 miesięcy za unikanie kontroli antydopingowej (do 12 maja 2015).

## Osiągnięcia
| Rok  | Impreza                     | Miejsce  | Konkurencja             | Lokata     | Wynik |
| ---- | --------------------------- | -------- | ----------------------- | ---------- | ----- |
| 2004 | Mistrzostwa świata juniorów | Grosseto | bieg na 100 metrów      | półfinał   | 10,56 |
| 2009 | Mistrzostwa świata          | Berlin   | sztafeta 4 × 100 metrów | eliminacje | 38,93 |
| 2011 | Mistrzostwa świata          | Daegu    | sztafeta 4 × 100 metrów | eliminacje | 38,69 |
| 2012 | Igrzyska olimpijskie        | Londyn   | sztafeta 4 × 100 metrów | 7. miejsce | 38,43 |

## Rekordy życiowe
- Bieg na 100 metrów – 10,24 (2007)

10 sierpnia 2012 australijska sztafeta 4 × 100 metrów w składzie Anthony Alozie, Isaac Ntiamoah, Andrew McCabe, Joshua Ross ustanowiła rekord Australii i Oceanii na tym dystansie – 38,17.